# Hilary Bailey
Hilary Denham Bailey (geboren am 19. September 1936 in Bromley, Kent; gestorben am 11. Januar 2017 in London) war eine britische Schriftstellerin und Herausgeberin.

## Leben
Bailey studierte englische Literatur an der Universität Cambridge. 1962 heiratete sie den Schriftsteller Michael Moorcock. Der Roman The Black Corridor von Moorcock basiert auf einem Konzept von Bailey, obwohl sie nicht als Koautorin genannt wird.
1978 wurde die Ehe wieder geschieden.
Bekannt wurde sie vor allem als Herausgeberin der aus der Science-Fiction-Zeitschrift New Worlds hervorgegangenen Anthologien-Reihe New Worlds Quarterly (# 7 bis 10). In New Worlds erschien auch ein Großteil ihrer Kurzgeschichten und Essays.

## Bibliografie
Romane
- Polly Put the Kettle On (1975)
- Mrs Mulvaney (1978)
- All the Days of My Life (1984)
- Hannie Richards: Or the Intrepid Adventures of a Restless Wife (1985)
- Vera Brittain (Biografie, 1987)
- As Time Goes By (1988)
- A Stranger to Herself (1989)
- In Search of Love, Money and Revenge (1990)
- The Cry from Street to Street (1992)
- Cassandra: Princess of Troy (1993)
- The Strange Adventures of Charlotte Holmes: Sister of the More Famous Sherlock (1994)
- Miles and Flora (1997)
- Mrs Rochester (1997)
- Elizabeth and Lily (1997)
- After the Cabaret (1998)
- Connections (2000)
- mit Emma Tennant: Autobiography of the Queen (2007)
- Fifty-First State (2008)
- mit Emma Tennant: Hitler's Girls (2013)

Sammlungen
- Frankenstein’s Bride (2007, Sammelausgabe)

Kurzgeschichten
- Breakdown (1963, in: New Worlds Science Fiction, October)
- The Fall of Frenchy Steiner (in: New Worlds SF, July-August 1964)
  - Deutsch: Die verlorene Unschuld der Frenchy Steiner. In: Ronald M. Hahn (Hrsg.): Welten der Wahrscheinlichkeit. Ullstein Science Fiction & Fantasy #31061, 1983, ISBN 3-548-31061-3.
- Be Good Sweet Man (in: New Worlds SF, October 1966)
- Devil of a Drummer (1967, in: Douglas Hill (Hrsg.): The Devil His Due)
- The Little Victims (in: The Magazine of Fantasy and Science Fiction, November 1967)
- Dr. Gelabius (in: New Worlds, #181 April 1968; mit Ursula Clemeur)
  - Deutsch: Dr. Gelabius. In: Frank Rainer Scheck (Hrsg.): Koitus 80. Kiepenheuer & Witsch, 1970.
- Agatha Blue (in: New Worlds, #199 March 1970)
- In Reason’s Ear (1970, in: Michael Moorcock (Hrsg.): Best SF Stories from New Worlds 6)
- Dogman of Islington (1970, in: Marilyn Hacker und Samuel R. Delany (Hrsg.): Quark/1)
- Twenty-Four Letters from Underneath the Earth (1971, in: Marilyn Hacker und Samuel R. Delany (Hrsg.): Quark/3)
- A Chronicle of Blackton (1972, in: Michael Moorcock (Hrsg.): New Worlds Quarterly 3)
- Bella Goes to the Dark Tower (1973, in: Michael Moorcock und Charles Platt (Hrsg.): New Worlds 6)
- The Ramparts (1974, in: Terry Carr (Hrsg.): Universe 5)
- On Board the Good Ship Venus (in: Corridor #5, 1974)
- Sisters (1976)
  - Deutsch: Schwestern. In: René Oth (Hrsg.): Zeit der Frauen. Luchterhand (Sammlung Luchterhand #633), 1986, ISBN 3-472-61633-4.
- Everything Blowing Up: An Adventure of Una Persson, Heroine of Time and Space (1980, in: Ursula K. Le Guin und Virginia Kidd (Hrsg.): Interfaces)
  - Deutsch: Wenn alles hochgeht: Ein Abenteuer von Una Persson, der Heldin in Raum und Zeit. In: Ursula K. Le Guin, Virginia Kidd: Grenzflächen. Heyne Science Fiction & Fantasy #4175, 1985, ISBN 3-453-31140-X.